# 列武哈河

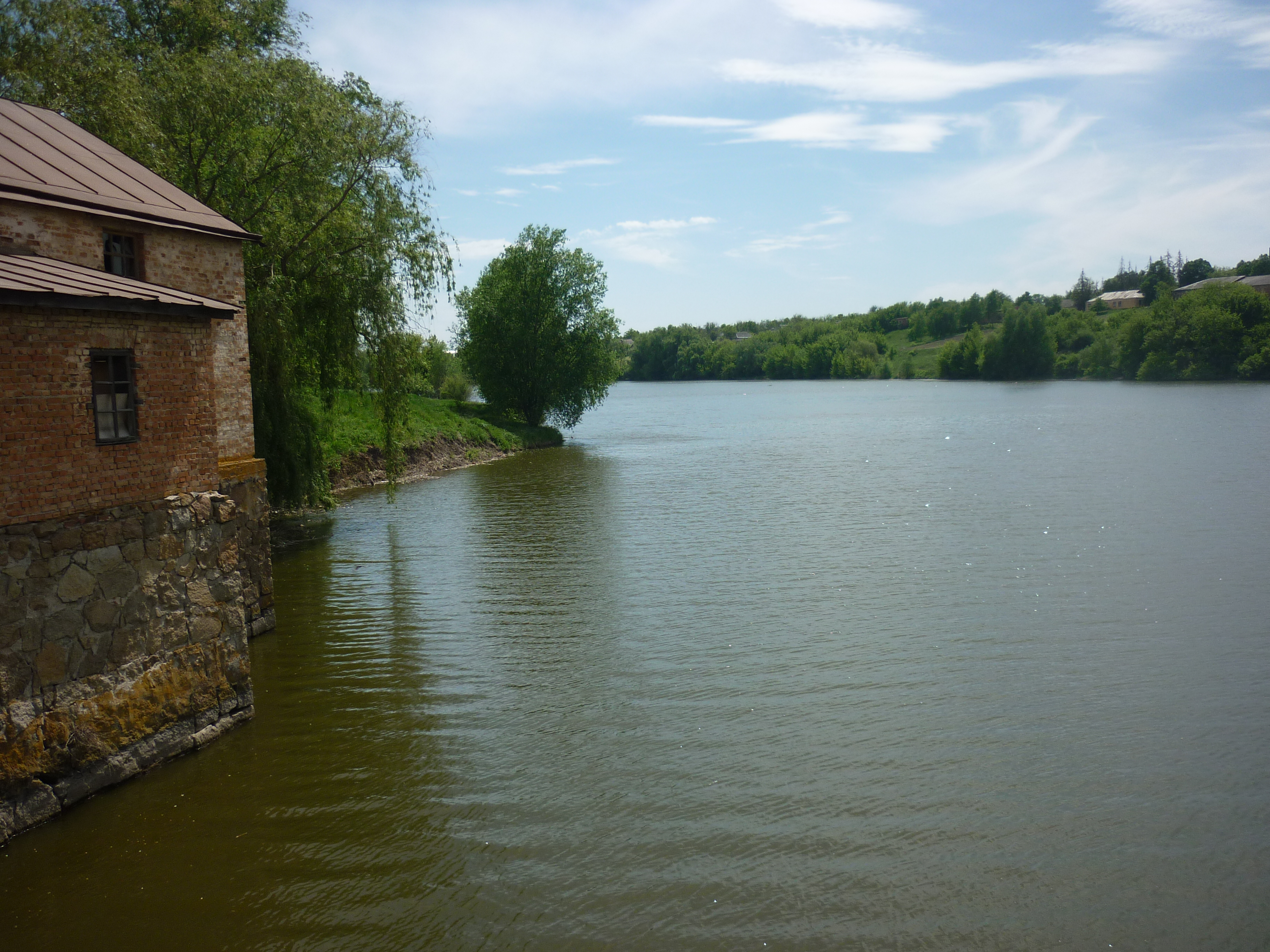

列武哈河（烏克蘭語：Ревуха），是烏克蘭的河流，位於該國中部，流經切爾卡瑟州，屬於亞特蘭河的左支流，河道全長53公里，該河流域面積439平方公里。